# Passé composé en français
« Passé composé » redirige ici. Pour l'album de Clifton, voir Passé composé (Clifton).
Pour un article plus général, voir Temps composé.

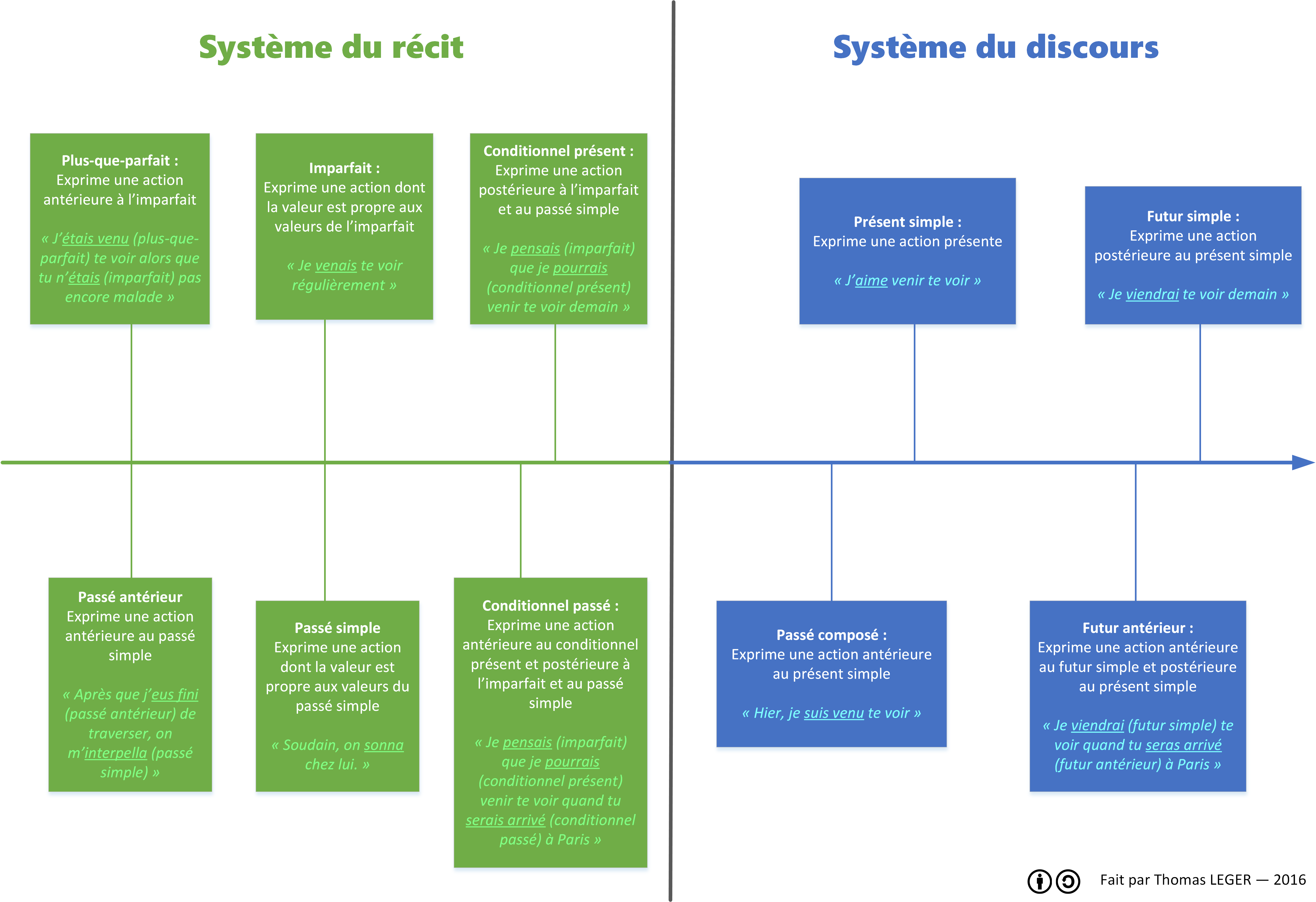
Fonctionnement des temps à l'indicatif

Le passé composé est un tiroir verbal de la conjugaison des verbes français. C'est un temps composé du mode indicatif.

## Utilisation
Le passé composé exprime une action ponctuelle qui s'est déroulée et terminée dans le passé. Il ne faut pas le confondre avec l'expression d'un état présent du type le devoir est terminé, où est n'est pas ici un auxiliaire mais le verbe être dans son sens plein.
Néanmoins, le passé composé a la structure — et à l'origine la valeur — d'un accompli du présent, signifiant qu'à l'heure où l'on parle, l’événement exprimé par le verbe est achevé, quel que soit le moment où il s'est déroulé, qui n'est pas envisagé par le locuteur (c'est la situation présente seule qui l'intéresse). Ex :
- Alors, tu l'as terminé, ce devoir ? - Oui, ça y est, je l'ai terminé.
- Tiens ! Tu es rentrée.
- Cécile a visité, maintenant, toutes les nations de la Terre. [1]

Mais il  est plus souvent utilisé avec une valeur de passé, exprimant qu'un événement s'est déroulé à un moment du passé, qui peut ne pas être précisé ni connu précisément, mais qui est envisagé par le locuteur. Ex : 
- (Hier), je suis rentrée plus tôt et j'ai terminé mon devoir.
- — Ils parlent arabe ? — Oui, ils ont vécu en Tunisie.

Dans certains cas, l'action ou l'état se poursuit au moment de l'énonciation (et n'est donc pas objectivement achevé) mais est exprimé au passé composé parce qu'il est envisagé exclusivement dans le cadre d'un espace temporel qui lui est achevé. Ex :
- J'ai toujours aimé ce genre de film. (« jusque maintenant » — le locuteur définit conceptuellement une durée fermée se terminant au moment où il prend la parole, refusant de s'exprimer quant à l'avenir ; le verbe doit donc être à la forme accomplie du présent, et non pas au présent duratif, même si ce type de phrase est interprété comme « et il n'y a pas de raison que ça ne continue pas » ).

Il peut aussi présenter un aspect itératif :
- Longtemps, je me suis couché de bonne heure. (Marcel Proust). À comprendre comme : pendant une longue période (passée) de ma vie, je me suis régulièrement couché de bonne heure.

Le passé composé est le temps de narration principal à l'oral (avec le présent).
Il peut enfin, plus rarement, exprimer un futur proche, lorsqu'il est associé à certains adverbes : J'ai bientôt fini.

## Conjugaison
Il se construit avec 2 mots, un verbe auxiliaire au présent simple et le participe passé de l'infinitif.

### Verbes du premier groupe
- Elle a monté l'escalier et est entrée dans sa chambre.
- Le chat est tombé du toit. / Il faisait chaud, ils ont tombé la veste.
- Ils se sont lavé les mains. (verbe pronominal, l'auxiliaire est toujours « être », même avec un objet)
- Il lui est resté un peu d'argent après cet achat. (structure particulière : malgré la présence de lui qui a l'aspect d'un COI et du COD apparent un peu d'argent, ce n'est pas un véritable cas de transitivité)

Pour de rares verbes purement intransitifs, comme « disparaître » et « paraître », les deux auxiliaires sont admis par l'Académie, mais l'usage préfère clairement « avoir », à l'exception de « être paru » pour les publications.(« être » s’accorde et « avoir » non) 

### Accord du verbe au participe passé
Le verbe placé au participe passé est accordé en genre et en nombre si l'auxiliaire est le verbe être (accord avec le sujet) ou si le complément d'objet direct (COD) est placé avant le verbe (accord avec le COD). Dans le cas d'un verbe pronominal, bien que l'auxiliaire soit être, le participe passé n'est pas accordé s'il est suivi d'un COD ou si le pronom réfléchi est un COI.
Exemples :
- « L'abeille est partie sur une autre fleur. »
- « Ils se sont lavé les mains. »  « Elles se sont parlé. » (pas d'accord)
- « La douleur m’a brisée, la fraternité m’a relevée, de ma blessure a jailli un fleuve de liberté ».
- « C'est bien la table que j'ai réservée. »